# Absolon
Az Absolon héber eredetű férfinév (אבִישָׁלוֹם ʾăvîšālôm), jelentése: a béke atyja  vagy az atya jólét, az én atyám a béke(sség), vagy az én atyám Salamon.

## Rokon nevek
Az Absolon anyakönyvezhető rokon nevei:
- Axel:[1] dán, svéd rövidülés[3]
- Absa:[1] az Absolon név kicsinyítőképzős változata, régi magyar személynév[2]

## Gyakorisága
Az újszülötteknek adott nevek körében az 1990-es években az Absolon, Absa és Axel nevek egyaránt szórványosan fordultak elő. A 2000-es és a 2010-es években sem szerepeltek a 100 leggyakrabban adott férfinév között.
A teljes népességre vonatkozóan a 2000-es és a 2010-es években az Absolon és rokon nevei nem szerepeltek a 100 leggyakrabban viselt férfinév között.

## Névnapok
- Absolon, Axel: március 2.,[2] szeptember 2.[2]
- Absa:  január 19.,[2]  március 2.,[2]  szeptember 2.[2]

## Híres Absolonok, Absák, Axelek
- Absolon(wd) — a Bibliában Dávid egyik fia, aki fellázadt apja ellen.